# Groupe d'armées germano-bulgare

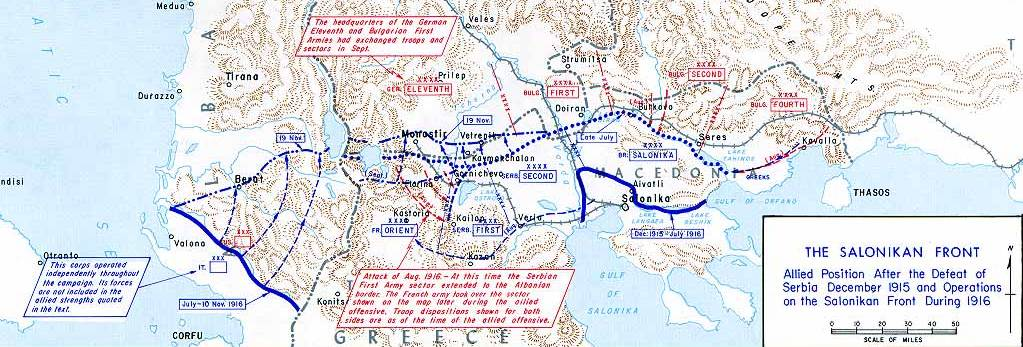
Front d'Albanie et de Macédoine en 1916

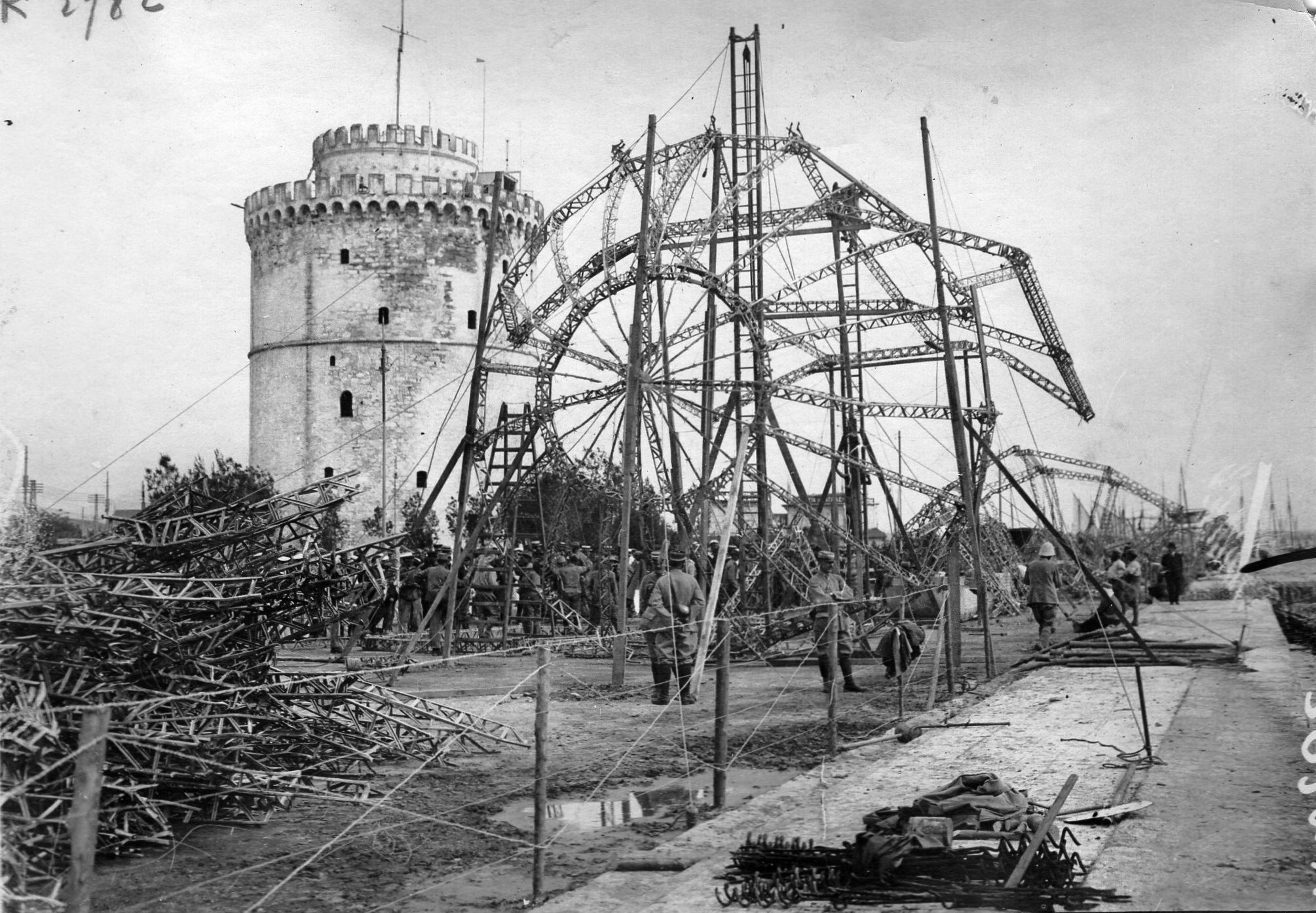
Ballon dirigeable allemand Zeppelin abattu à Salonique, 1915-1916

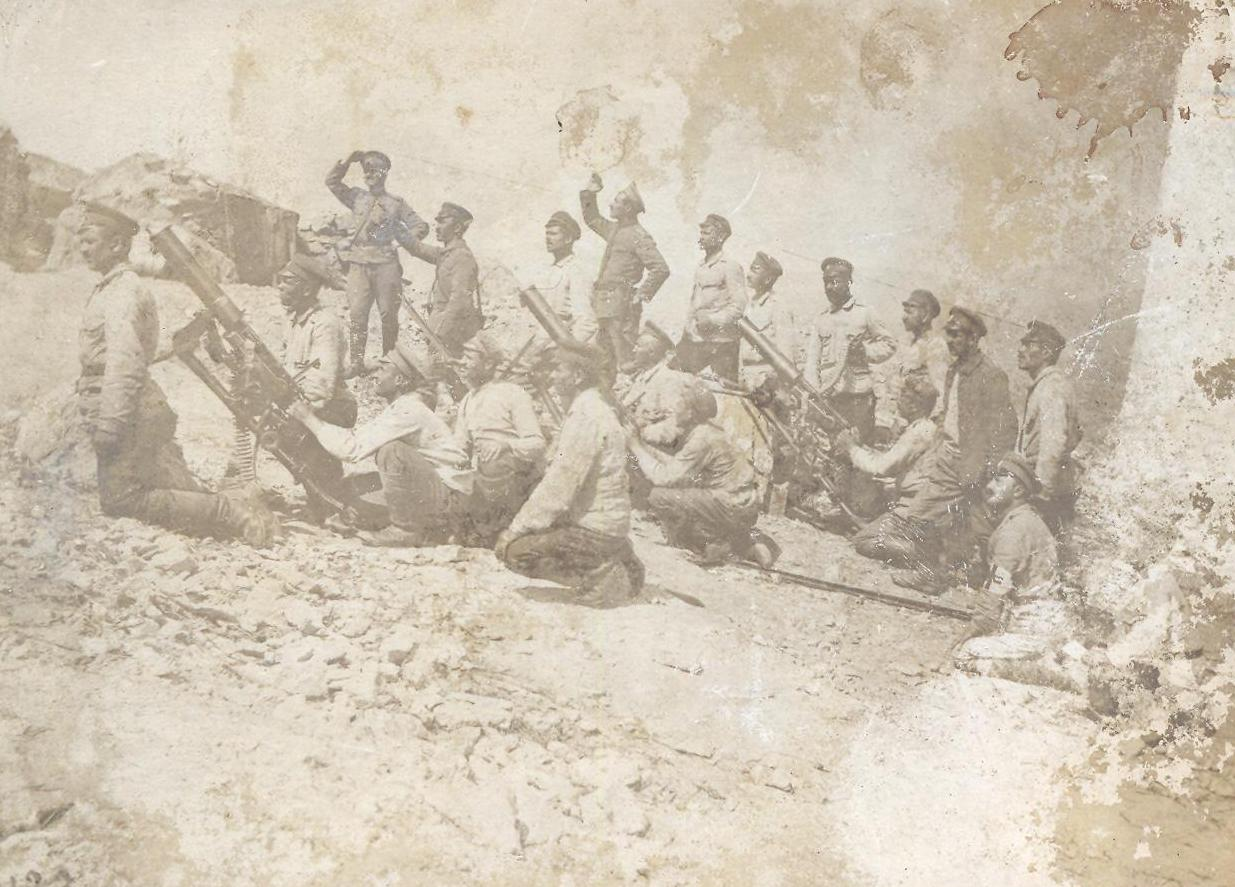
Batterie de DCA bulgare en Macédoine, 1916

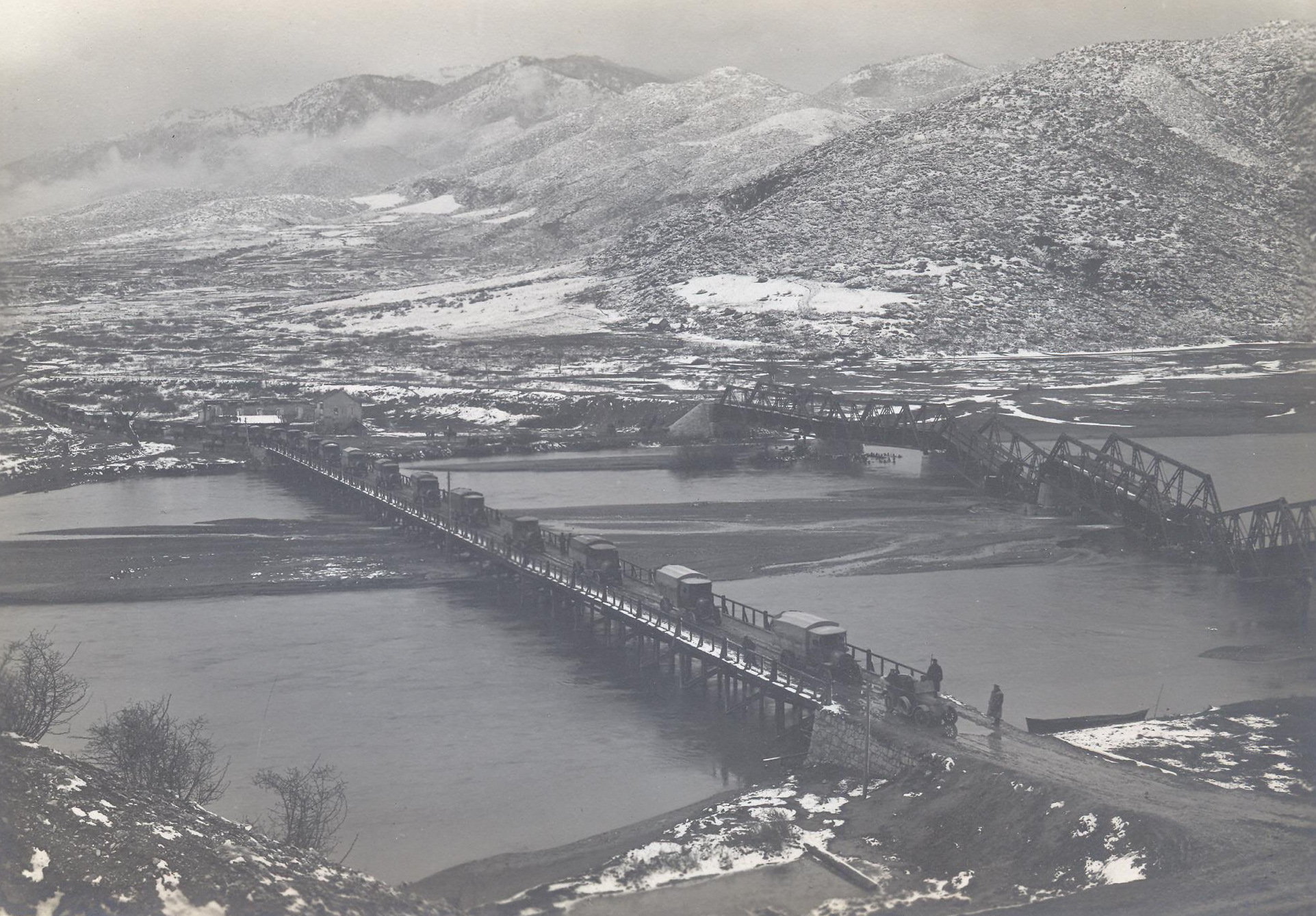
Convoi de troupes sur le front de Macédoine, archives bulgares, 1914-1918

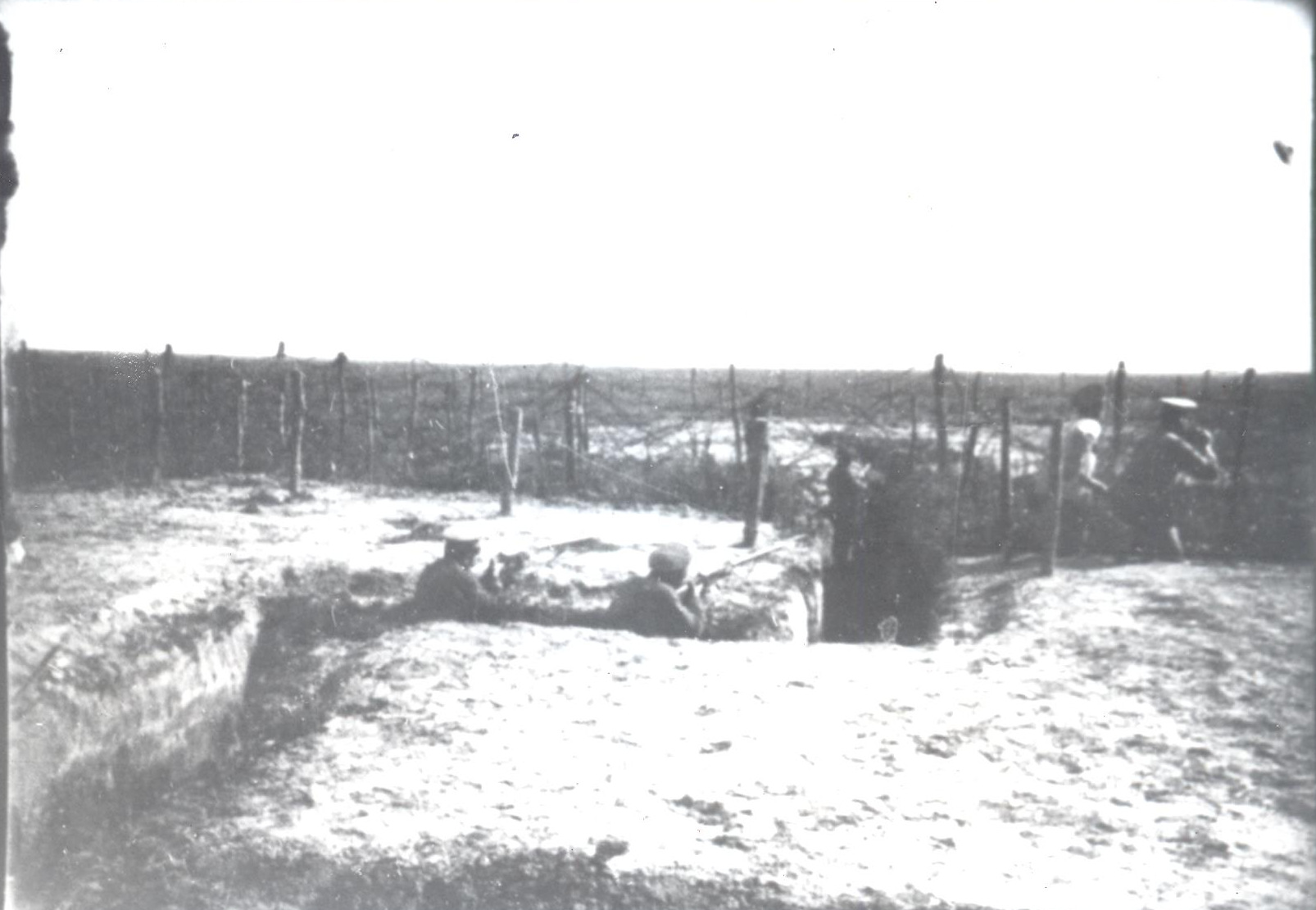
Ligne de front, archives bulgares, 1914-1918

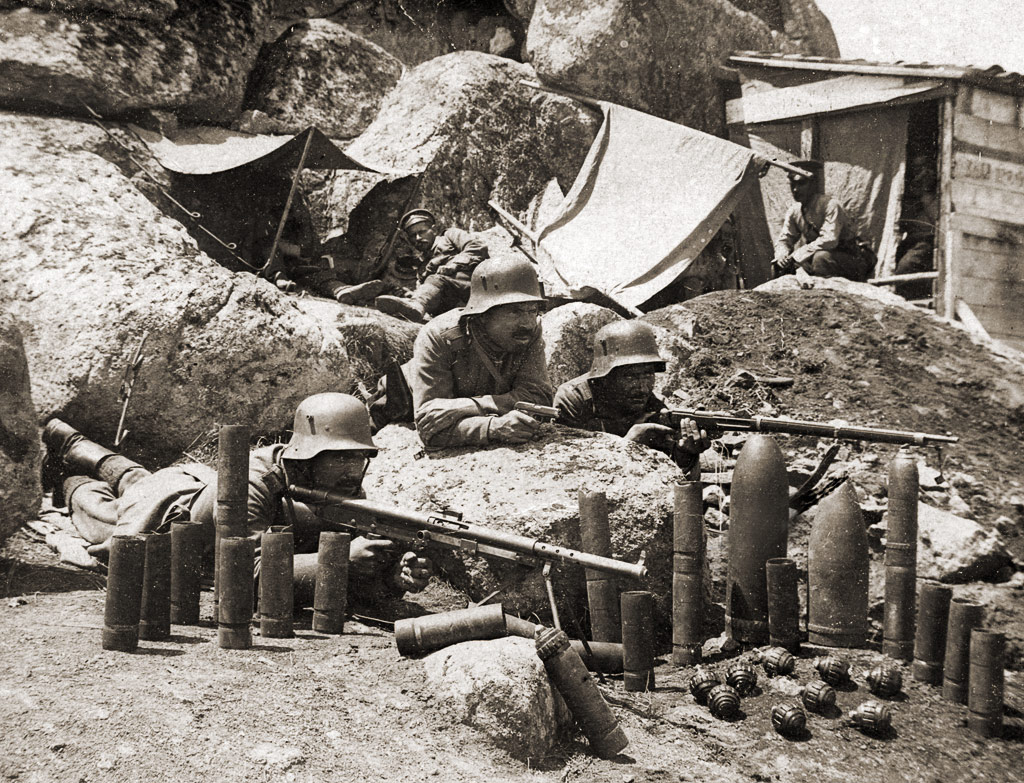
Soldats bulgares coiffés du casque M 16, v.1917

Le groupe d'armées germano-bulgare est un groupe d'armées des Empires centraux pendant la Première Guerre mondiale, appelé aussi, d'après ses commandants successifs, Heeresgruppe Below et Heeresgruppe Scholtz. Il regroupe des unités de l'Empire allemand et du royaume de Bulgarie avec un apport de l'Autriche-Hongrie et de l'Empire ottoman. Il est engagé en Macédoine face aux forces de l'Entente entre 1916 et 1918.

## Historique
Le groupe d'armées von Mackensen, constitué par les Empires centraux pendant la campagne de Serbie (1915), est dissous avec le départ de son chef, le Feld-maréchal allemand August von Mackensen, envoyé préparer les opérations sur le front roumain le 27 juillet 1916. Les forces allemandes et bulgares restent déployées sous commandement bulgare sur la frontière du royaume de Grèce, officiellement neutre mais où un corps expéditionnaire de l'Entente occupe depuis septembre 1915 le camp de Salonique.
Après l'offensive du Strymon (18-23 août 1916), menée par les Germano-Bulgares en Macédoine grecque, et la contre-attaque de l'Entente lors de la bataille de Monastir (25 septembre 1916), le général allemand Otto von Below est nommé à la tête d'un nouveau groupe d'armées conjoint. En décembre 1916, il reçoit le renfort d'un corps ottoman commandé par Abdülkerim Pacha.
Les Bulgares, qui, initialement, ne prévoyaient qu'une guerre contre la seule Serbie, sont désagréablement surpris de se trouver face aux Franco-Britanniques. Les soldats bulgares sont déconcertés par la puissance de feu des troupes françaises. Les Alliés, cependant, reconnaissent que le soldat bulgare est un adversaire courageux, discipliné et endurant. Chaque camp apporte avec lui ses propres antagonismes nationaux : entre Serbes et Bulgares, les combats sont féroces, les prisonniers de guerre sont brutalisés et parfois abattus, et il en est de même entre Français et Allemands. Au contraire, les Français capturés par les Bulgares, ou l'inverse, sont généralement bien traités, et il y a des cas isolés de fraternisation. Les soldats bulgares, pour la plupart d'origine paysanne, s'accommodent de conditions de vie sommaires, dorment par terre et se nourrissent de yaourt quand ils n'ont pas la chance de capturer des cantines françaises mieux pourvues. Au début de la guerre, ils ne portent pas de casque : ce n'est qu'à l'été 1917 que les Allemands leur envoient 170 000 casques d'acier M 16, et certains hommes s'en servent comme marmite ou brasero.
Au printemps 1917, le groupe d'armées germano-bulgare dispute la seconde bataille de Monastir sans résultat décisif. Le 23 avril 1917, Friedrich von Scholtz remplace Otto von Below, muté sur le front français. En mai, le corps ottoman est transféré sur le front de Palestine.
Pendant l'offensive finale de l'Entente en 1918, le front germano-bulgare est rompu lors de la bataille de Dobro Polje (14-15 septembre) et l'avance rapide des forces franco-serbes lors de la manœuvre d'Uskub (Skopje), du 24 au 30 septembre 1918, coupe le groupe germano-bulgare de Macédoine du reste des forces bulgares. Les soldats bulgares, fatigués de la guerre, commencent à se mutiner, mais la 217e division allemande aide les forces royales à réprimer l'Insurrection de Radomir (bg) (24 septembre 1918). Finalement, la Bulgarie capitule en signant avec les seuls Français l'armistice de Thessalonique (29 septembre). Le groupe d'armées est dissous et les forces allemandes et austro-hongroises encore présentes se replient vers la Hongrie.

## Organisation

### Commandant en chef
- Nicolas Jékov (Bulgarie) du 31 juillet au 10 octobre 1916
- Otto von Below du 11 octobre 1916 au 22 avril 1917
- Friedrich von Scholtz du 23 avril 1917 au 29 septembre 1918

### Unités
- 11e armée allemande, commandée par Arnold von Winckler (du 24 mars 1916 au 5 juin 1917) puis Kuno Arndt von Steuben (du 5 juin 1917 au 11 novembre 1918)
- 1re armée bulgare (en), commandée par Kliment Boyadjiev (du 11 septembre 1915 au 25 septembre 1916), Dimitar Geshov (en) (du 25 septembre 1916 au 30 juillet 1918) et Stefan Nerezov (en) (du 30 juillet au 15 octobre 1918)
- XXe corps ottoman commandé par Abdülkerim Pacha, présent de décembre 1916 à mai 1917

Le corps austro-hongrois en Albanie (Armeegruppe Albanien), commandé à partir du 13 juillet 1918 par Karl von Pflanzer-Baltin, ne dépend pas du groupe d'armées germano-bulgare.

## Sources et bibliographie
- (en) Cet article est partiellement ou en totalité issu de l’article de Wikipédia en anglais intitulé « Army Group Mackensen (Serbia) » (voir la liste des auteurs) dans sa version du 29 août 2017.
- Jean-Yves Le Naour (dir.), Front d'Orient 1914-1919 : Les soldats oubliés, Gaudissen, 2016.